# 大久保忠世
大久保忠世（1532年—1594年10月28日）是日本戰國時代至安土桃山時代的武將。松平氏（後來的德川氏）的家臣。父親是三河國額田郡上和田（現今愛知縣岡崎市）大久保氏支流的大久保忠員。母親是三條西公條的女兒。蟹江七本槍和德川十六神將之一。通稱新十郎、七郎右衛門。

## 生平
天文元年（1532年），作為德川氏家臣大久保忠員的長男出生。
大久保氏由德川家康的祖父松平清康一代開始就仕於松平氏，忠世的家族是支流，但是在功勞上已經超越本家。忠世亦在永祿6年（1563年）三河一向一揆和元龜3年（1573年）12月的三方原之戰中参陣並立下戰功。特別在三方原之戰中為了激勵戰敗後意志消沉的德川軍，與天野康景一同在夜裡用鐵炮射擊武田氏的陣地犀崖（犀ケ崖）而令武田軍陷入大混亂，敵方的大將武田信玄對此說了「哎呀哎呀，即使戰勝了還是可怕的敵人啊」（さてさて、勝ちてもおそろしき敵かな）的說話來讚賞這次行動（這個逸話被記載在忠世的弟弟大久保忠教所著的『三河物語』中，可信性成疑）。
還有在天正3年（1575年）的長篠之戰與弟弟忠佐、與力成瀨正一、日下部定好一同在戰鬥中大活躍，受到織田信長以「就像黏性很強的藥膏一樣，變成完全不離開敵人的藥膏武士」（良き膏薬のごとし、敵について離れぬ膏薬侍なり）的說話讚賞，被家康賞賜大法螺。同年12月，被家康任命為二俣城城主。忠世為防禦武田氏來襲而把城池改修，現在二俣城跡殘留下來的天守台和向著二俣城築起的鳥羽山城庭園等建築物被認為是忠世所建。在天正10年（1582年）6月的本能寺之變後，家康在甲斐和信濃擴張勢力，忠世成為信州惣奉行（信州總奉行）而在小諸城擔任在番，並擔任依田康國的後見人。天正13年（1585年）的上田合戰中與鳥居元忠和平岩親吉一同参戰，不過敗給真田昌幸。
另一方面，在政治上亦相當優秀。在同一時期，協助因為反抗家康而被追放的本多正信回歸，以及訓斥年輕時就很有聲望的井伊直政。
天正18年（1590年）家康因為後北條氏的滅亡而移封至關東，被豐臣秀吉命令接收小田原城4萬5千石。
在文祿3年（1594年）死去，享年63歲。大久保家的家督由嫡男忠隣繼承。

## 家族

### 兄弟
1. 大久保忠佐
2. 大久保忠包（1540-1561），1561年陣亡于藤波繩手之戰
3. 大久保忠寄（1547-1572），1572年陣亡于三方原之戰
4. 大久保忠核（1551-1574），1574年陣亡于遠江國乾城之戰
5. 大久保忠為（1554-1616）
6. 大久保忠長（1554-1606）
7. 大久保忠教
8. 大久保忠元，叔父大久保忠行養子

### 子女

#### 兒子
1. 大久保忠隣（1553-1628），母親是近藤幸正之女兒，相模國小田原藩主、老中
2. 大久保忠康，母親不詳，早亡
3. 大久保忠基，母親不詳，為德川家康近侍，文祿年間中，以某種之事觸怒家康，君臣關係解消
4. 大久保忠成（1577-1672），母親不詳，旗本5000石
5. 大久保忠高，母親不詳，早亡
6. 大久保忠永（1588-1646），母親是小山田氏，旗本500石

#### 女兒
1. 女，母親不詳，設樂貞清妻
2. 女，母親不詳，弟弟大久保忠長次子大久保忠重妻

## 登場作品
- （德永真一郎，PHP文庫，收錄在）